# Догма 95
«До́гма 95» — направление в кинематографе, существовавшее в 1995—2005 годах.
Датский кинорежиссёр Ларс фон Триер во время работы над фильмами «Королевство» (1994) и «Королевство II» (1997) приходит к умозаключению, что техника и стилистика менее важны и интересны зрителям, чем сюжет и персонажи. «Королевство» он снимал большей частью ручной камерой, пренебрегая традиционными правилами освещения и монтажа, результатом чего явился смазанный цвет и зернистость кадра. Этот мини-сериал стал первым коммерческим успехом фон Триера. Найденный интуитивно, этот стиль был положен в основу идей концептуального манифеста и 10 правил группы «Догма 95», созданной в 1995 году.
Манифест «Догмы» подписали Ларс фон Триер, Томас Винтерберг, получивший за фильм «Торжество» (1998) Специальный приз жюри Каннского кинофестиваля, Кристиан Левринг («Король жив», 2000), Сёрен Краг-Якобсен («Последняя песнь Мифуне», 1998), Серебряный медведь на Берлинском кинофестивале.

## Манифест
В русском переводе Манифест «Догмы 95» был опубликован журналом «Искусство Кино» в 1998 году.

«Догма 95» — это авангардное кинематографическое движение, идеологами которого стали Ларс фон Триер и Томас Винтерберг, принципы которого они описали в «Dogme 95 manifest» и озвучили 13 марта 1995 года в Париже.
«Догма 95» имеет целью оппонировать «определённым тенденциям» в сегодняшнем кино.
«Догма 95» — это акция спасения!
В 1960 году были поставлены все точки над i. Кино умерло и взывало к воскресению. Цель была правильной, но средства никуда не годились. «Новая волна» оказалась всего лишь лёгкой рябью; волна омыла прибрежный песок и откатилась.
Под лозунгами свободы и авторства родился ряд значительных работ, но они не смогли радикально изменить обстановку. Эти работы были похожи на самих режиссёров, которые пришли, чтобы урвать себе кусок. Волна была не сильнее, чем люди, стоявшие за ней. Антибуржуазное кино превратилось в буржуазное, потому что основывалось на теориях буржуазного восприятия искусства. Концепция авторства с самого начала была отрыжкой буржуазного романтизма и потому она была… фальшивой!
Согласно «Догме 95», кино — не личностное дело!
Сегодняшнее буйство технологического натиска приведёт к экстремальной демократизации кино. Впервые кино может делать любой. Но чем более доступным становится средство массовой коммуникации, тем более важную роль играет его авангард. Не случайно термин «авангард» имеет военную коннотацию. Дисциплина — вот наш ответ; надо одеть наши фильмы в униформу, потому что индивидуальный фильм — фильм упадочный по определению!
«Догма 95» выступает против индивидуального фильма, выдвигая набор неоспоримых правил, известных как обет целомудрия.
В 1960 году были поставлены все точки над i! Кино замордовали красотой до полусмерти и с тех пор успешно продолжали мордовать.
«Высшая» цель режиссёров-декадентов — обман публики. Неужто это и есть предмет нашей гордости? Неужто к этому-то итогу и подвели нас пресловутые «сто лет»? Внушать иллюзии с помощью эмоций? С помощью личностного свободного выбора художника — в пользу трюкачества?
Предсказуемость (иначе называемая драматургией) — вот золотой телец, вокруг которого мы пляшем. Если у персонажей есть своя внутренняя жизнь, сюжет считается слишком сложным и не принадлежащим «высокому искусству». Как никогда раньше приветствуются поверхностная игра и поверхностное кино.
Результат — оскудение. Иллюзия чувств, иллюзия любви.
Согласно «Догме 95», кино — это не иллюзия!
Натиск технологии приводит сегодня к возведению лакировки в ранг Божественного. С помощью новых технологий любой желающий в любой момент может уничтожить последние следы правды в смертельном объятии сенсационности. Благодаря иллюзии кино может скрыть все.
«Догма 95» выступает против иллюзии в кино, выдвигая набор неоспоримых правил, известных как обет целомудрия.
Обет целомудрия
Клянусь следовать следующим правилам, выведенным и утверждённым «Догмой 95».
1. Съёмки должны происходить на натуре. Нельзя использовать реквизит и декорации (если для фильма необходим специальный реквизит, съёмки должны происходить там, где этот реквизит изначально находится).
2. Музыкальное сопровождение не должно идти отдельно от изображения или наоборот (музыка не может звучать в фильме, если она реально не звучит в снимаемой сцене).
3. Камера должна быть ручной. Любое движение или неподвижность диктуются только возможностями человеческой руки (фильм не может происходить там, где установлена камера; наоборот, съёмка должна происходить там, где разворачивается фильм).
4. Фильм должен быть цветным. Специальное освещение не разрешается (если для съёмок слишком мало света, одна лампа может быть прикреплена к камере, в противном же случае сцена должна быть вырезана).
5. Оптические эффекты и фильтры запрещены.
6. Фильм не должен содержать мнимого действия (убийства, стрельба и тому подобное не могут быть частью фильма).
7. Сюжеты, где действие происходит в другую эпоху или в другой стране, запрещены (действие должно происходить здесь и сейчас).
8. Жанровое кино запрещено.
9. Формат фильма должен быть 35 мм.
10. Имя режиссёра не должно фигурировать в титрах.

Отныне клянусь в качестве режиссёра воздерживаться от проявлений личного вкуса! Клянусь воздерживаться от создания «произведений», поскольку мгновение ценнее вечности. Моя высшая цель — выжать правду из моих персонажей и обстоятельств. Клянусь исполнять эти правила всеми доступными средствами, не стесняясь соображений хорошего вкуса и каких бы то ни было эстетических концепций.
Сим подтверждаю мой обет целомудрия.
Копенгаген, понедельник 13 марта 1995 года 

От имени «Догмы 95» 

Ларс фон Триер 

Томас Винтерберг
— Перевод Нины Цыркун

## Фильмы движения «Догма 95»
- Dogme #01: Торжество / Festen (1998) реж. Томас Винтерберг (Дания)
- Dogme #02: Идиоты / Idioterne (1998) реж. Ларс Фон Триер (Дания)
- Dogme #03: Последняя песня Мифуне / Mifune (1999) реж. Сёрен Краг-Якобсен (Дания)
- Dogme #04: Король жив / The King Is Alive (2000) реж. Кристиан Левринг (Дания)
- Dogme #05: Любовники / Lovers (1999) реж. Жан-Марк Барр (Франция)
- Dogme #06: Ослёнок Джулиэн / Julien Donkey-Boy (1999) реж. Хармони Корин (США)
- Dogme #07: Interview (2000) реж. Daniel H. Byun (Ю. Корея)
- Dogme #08: Fuckland (2000) реж. Хосе Луис Маркес (Аргентина)
- Dogme #09: Babylon (Швеция)
- Dogme #10: Chetzemoka’s Curse (США)
- Dogme #11: Diapason (Италия)
- Dogme #12: Итальянский для начинающих / Italiensk For Begyndere (2000) реж. Лоне Схерфиг (Дания)
- Dogme #13: Amerikana (США)
- Dogme #14: Joy Ride (Швейцария)
- Dogme #15: Camera (США)
- Dogme #16: Bad Actors (США)
- Dogme #17: Reunion (США)
- Dogme #18: Et Rigtigt Menneske (Дания)
- Dogme #19: Ner Nettene Blir Lange (Норвегия)
- Dogme #20: Strass (Бельгия)
- Dogme #21: En Kærlighedshistorie (Дания)
- Dogme #22: Era Outra Vez (Испания)
- Dogme #23: Resin (США)
- Dogme #24: Security, Colorado (США)
- Dogme #25: Converging With Angels (США)
- Dogme #26: The Sparkle Room (США)
- Dogme #27: Come Now (США)
- Dogme #28: Открытые сердца / Elsker Dig For Evigt (2002) реж. Сюзанна Бир (Дания)
- Dogme #29: The Bread Basket (США)
- Dogme #30: Dias de Boda (Испания)
- Dogme #31: El Desenlace (Испания)
- Dogme #32: Se til venstre, der er en Svensker (Дания)
- Dogme #33: Residencia (Чили)
- Dogme #34: В твоих руках / Forbrydelser (2004) реж. Аннетта Олесен (Дания)
- Dogme #35: Cosi x Caso (Италия)[2]

### «По традиции» Догмы 95
- «Dogme #36»: Amateur Dramatics (Великобритания/Дания)
- «Dogme #37»: Gypo (Великобритания)
- «Dogme #38»: Mere Players (США)
- «Dogme #39»: El ultimo lector (Мексика)
- «Dogme #40»: Lazy sunday afternoons (Великобритания)
- и т. д. #254[3]